# Agência Estadual de Regulação de Serviços Públicos de Energia, Transportes e Comunicações da Bahia
A Agência Estadual de Regulação de Serviços Públicos de Energia, Transportes e Comunicações da Bahia (AGERBA) é uma agência reguladora estadual do governo da Bahia. Atualmente está subordinada à Secretaria de Infraestrutura do Estado da Bahia (SEINFRA), antes à Secretaria de Energia, Transportes e Comunicações. Foi criada em 19 de maio de 1998 pela lei n.º 7.314, cuja regulamentação veio pelo decreto n.º 7.426 de 31 de agosto de 1998.
Desde 2011 é chefiada por Eduardo Harold Mesquita Pessôa.